# Берег (фільм)
«Берег» (рос. «Берег») — радянський двосерійний художній фільм  Олександра Алова,  Володимира Наумова за однойменним романом  Юрія Бондарева. У 1985 році був удостоєний Державної премії СРСР.

## Сюжет
Радянський письменник Вадим Нікітін приїжджає в Гамбург, де недавно був виданий його роман. У пам'яті Нікітіна воскресає Німеччина останніх відчайдушних боїв за перемогу у 1945 році, коли був короткий відпочинок в маленькому німецькому містечку Кенігсдорф і була Емма — молода німкеня, в яку він був закоханий. Через двадцять шість років вони зустрічаються знову на місці розставання.

## У ролях
- Борис Щербаков —  Вадим Нікітін
- Наталія Белохвостікова —  Емма Герберт
- Бруно Дітріх —  пан Діцман
- Бернгард Віккі —  пан Вебер
- Корнелія Бойє —  Лота Тіттель
- Володимир Гостюхін —  сержант Меженін
- Валерій Сторожик —  лейтенант Княжко
- Михайло Голубович —  Гранатуров, комбат
- Володимир Заманський —  Зикін
- Андрій Гусєв —  Ушатіков
- Армен Джигарханян —  Платон Петрович
- Наталія Наумова —  дочка бакенника
- Альбіна Матвєєва —  Ліда, дружина Нікітіна
- Михайло Бичков —  Таткін
- Георгій Склянський —  старший лейтенант Перлін
- Нартай Бегалін —  епізод
- Віктор Гайнов —  вибивала в борделі
- Леонід Трутнєв —  епізод

## Знімальна група
- Режисер:  Олександр Алов,  Володимир Наумов.
- Сценарій:  Юрій Бондарев,  Олександр Алов,  Володимир Наумов.
- Оператор:  Валентин Железняков
- Композитор: Олександр Гольдштейн
- Художник:  Євген Черняєв,  Володимир Кірс